# Lexias
Lexias is een geslacht van vlinders uit de onderfamilie Limenitidinae van de familie Nymphalidae.

## Soorten
- Lexias acutipenna Chou & Li, 1994
- Lexias aeetes (Hewitson, 1862)
- Lexias aegle (Doherty, 1891)
- Lexias aeropa (Linnaeus, 1758)
- Lexias canescens (Butler, 1869)
- Lexias cyanipardus (Butler, 1869)
- Lexias damalis (Erichson, 1834)
- Lexias dirtea (Fabricius, 1793)
- Lexias elna (Van de Poll, 1895)
- Lexias hikarugenzi Tsukada & Nishiyama, 1980
- Lexias panopus Felder & Felder, 1861
- Lexias pardalis (Moore, 1878)
- Lexias perdix (Butler, 1869)
- Lexias satrapes Felder & Felder, 1861